# 史考特·史奈德
史考特·史奈德（英語：Scott Snyder，1976年1月1日—）是一名美國男作家，他以2006年短篇小說《伏都之心》（Voodoo Heart）和漫畫著作而聞名，其中包括《美國吸血鬼》、《侦探漫画》、《X國度》和《蝙蝠俠：高譚大門》。

## 早期生活
史考特·史奈德出生於紐約市。9歲時，他參加了一個夏令營，其中一名輔導員在夏天向他朗讀了史蒂芬·金的《龙之眼》；史奈德表示這一經歷「確實激發了我對講故事的熱愛。」除了金以外，他還受到了丹尼斯·強森、瑞蒙·卡佛、瑞克·巴斯、喬·威廉斯、伊麗莎白·麥克拉肯、托拜厄斯·沃尔夫及乔治·桑德斯的著作影響。在漫畫界，艾倫·摩爾和弗兰克·米勒是史奈德最喜歡的作家。
史奈德於1998年畢業於布朗大學並獲得了創意寫作學位，之後在華特迪士尼世界度假區工作了大約一年。他最初是名門房，但在他的肩膀受傷並與同事間有著一些問題後，他決定轉行。史奈德在迪士尼世界的工作生涯對他的寫作產生了重大影響。他後來回憶說：「它為我的寫作創造了一個美好的世界……所有我最終寫的東西、那些令我深感恐懼的東西－害怕承諾和成長與害怕失去親人、陷入愛河的奇妙和恐怖－這種怪異、卡通化的事物以迪士尼的方式不斷地在我周遭重演。」

## 個人生活
史奈德的妻子名為珍妮（Jenie），兩人育有兩子，分別為傑克（Jack）和艾米特（Emmett）。2019年3月3日，他宣布他們夫妻倆期待在5月份再得有一個孩子。他們的第三個兒子名為奎因（Quinn），於2019年5月4日出生。

## 外部連結
- 史考特·史奈德的X（前Twitter）
- Scott Snyder（页面存档备份，存于） at Mike's Amazing World of Comics
- Scott Snyder（页面存档备份，存于） at the Unofficial Handbook of Marvel Comics Creators
- Interview: Scott Snyder and Jeff Lemire Face Their Fears in A.D.: After Death（页面存档备份，存于） (2017)